# Рожњавске Бистре
Рожњавске Бистре (слч. Rožňavské Bystré) насељено је мјесто са административним статусом сеоске општине (слч. obec) у округу Рожњава, у Кошичком крају, Словачка Република.

## Становништво
| Година:    | 1994. | 2004.   | 2014.   | 2024.    |
| ---------- | ----- | ------- | ------- | -------- |
| Број људи: | 568   | 582     | 632     | 551      |
| Разлика:   |       | +2,46 % | +8,59 % | -12,81 % |

| Година:    | 2023. | 2024.   |
| ---------- | ----- | ------- |
| Број људи: | 563   | 551     |
| Разлика:   |       | -2,13 % |

Према подацима о броју становника из 2011. године насеље је имало 624 становника.